# Hans mor er død
|  | Denne artikel er oprettet af botten Steenthbot ud fra en ekstern database. Den kan derfor have sproglige fejl eller mangler. Denne skabelon kan fjernes efter kontrol af indholdet. |

Hans mor er død er en dansk dokumentarfilm fra 2010 instrueret af Ulrik Holmstrup.

## Handling
Ved et tilfælde er et filmhold tilstede, da en skole får besked om, at en mor til tre af skolens elever er fundet død. Hvordan skal skolen håndtere den situation? Hvordan skal læreren i en tredjeklasse fortælle de andre børn, at en af deres kammerater har mistet sin mor?